# 江別車站
江別車站（日语：／ Ebetsu eki */?）是一由北海道旅客鐵道（JR北海道）所經營的鐵路車站，位於日本北海道江別市高砂町，是JR北海道函館本線沿線車站之一，屬於JR北海道本社（札幌總部）的直轄範圍，也是江別市的主車站。
名稱來自所在城市名稱，源自阿伊努語的「e-petke」（兔唇）或「yupe-ot」（鱘魚很多）或是「i-put」（村子的入口）。

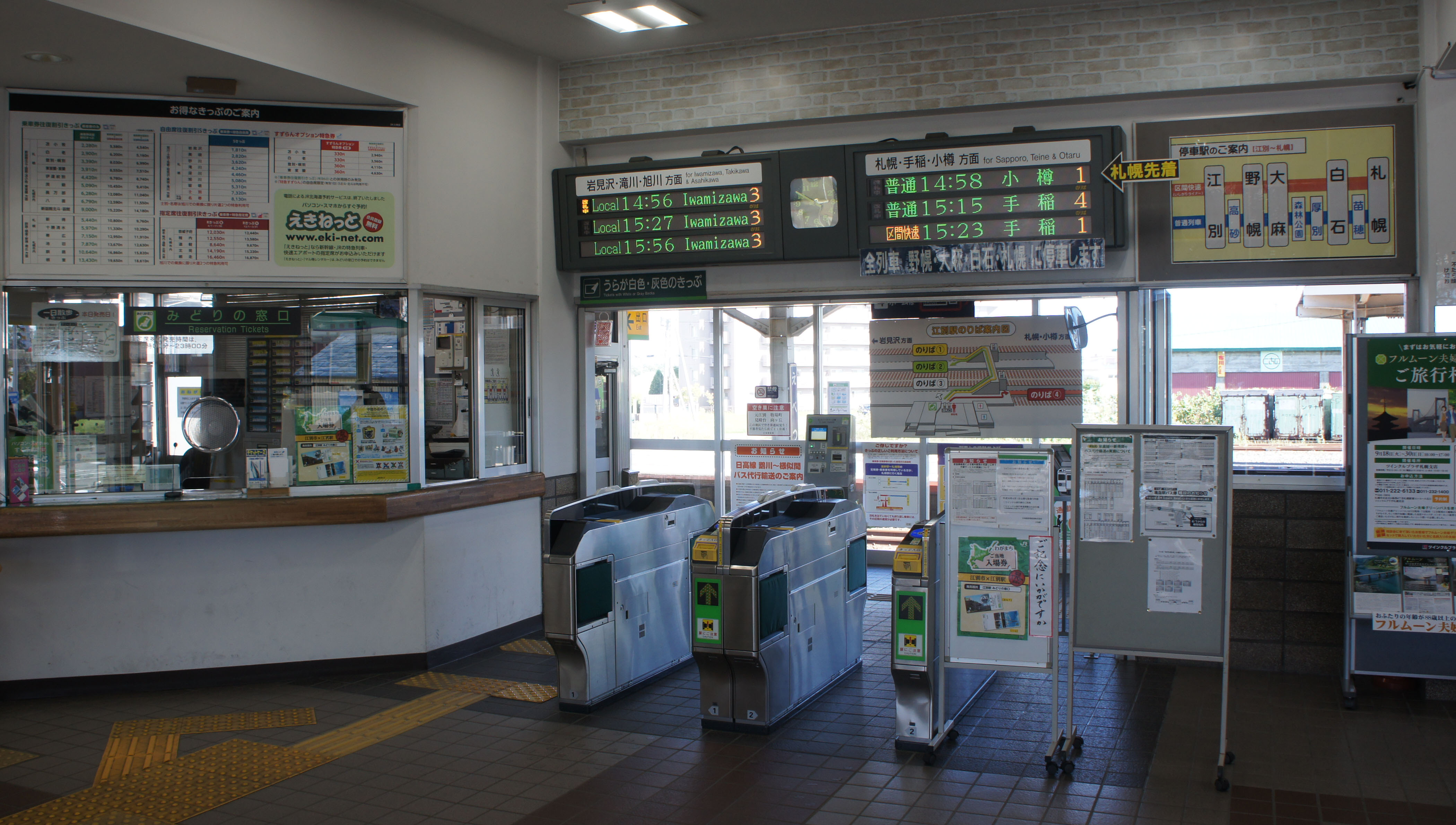
驗票口（2018年9月）

## 車站結構

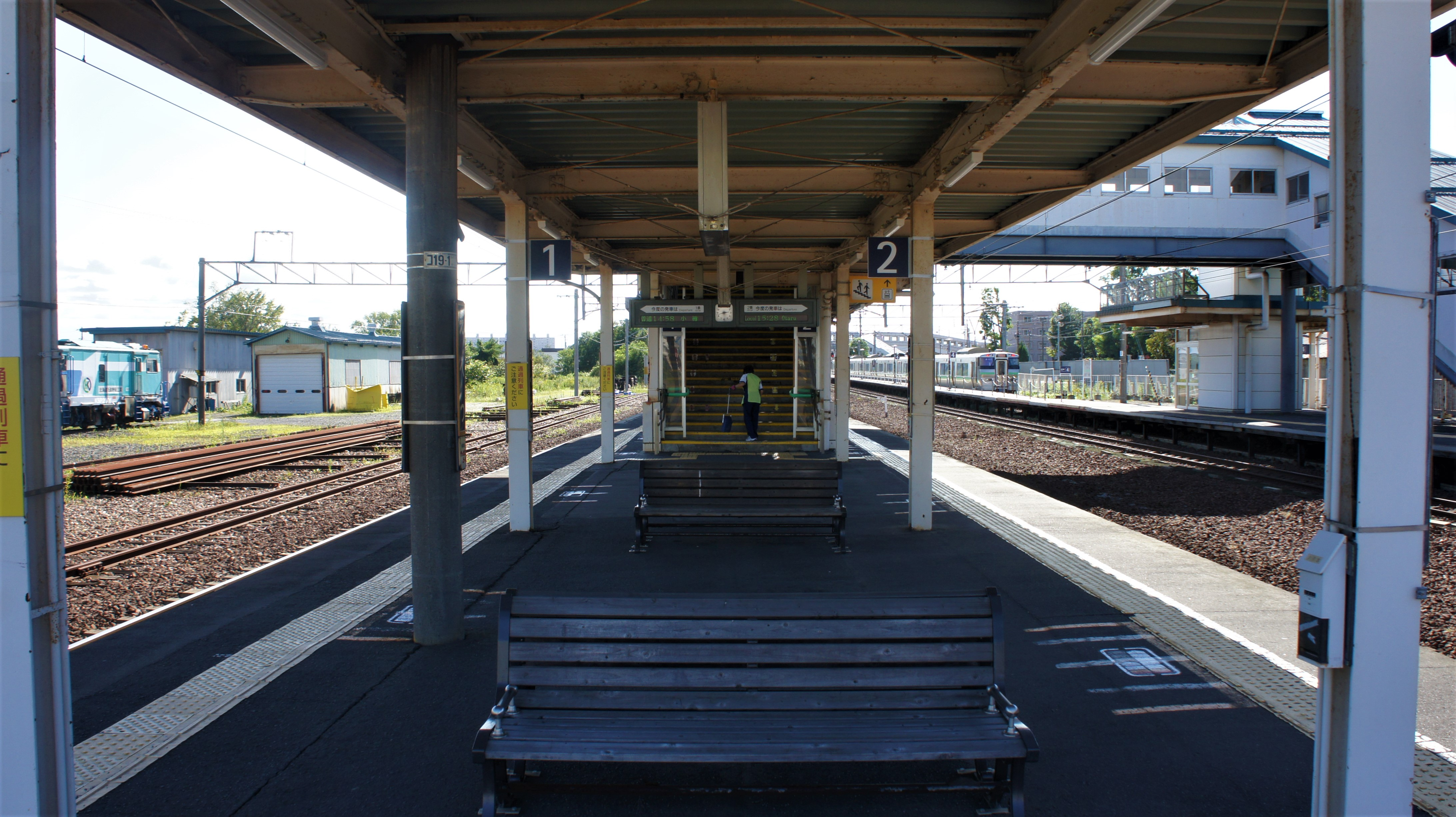
1號與2號月台（2018年9月）

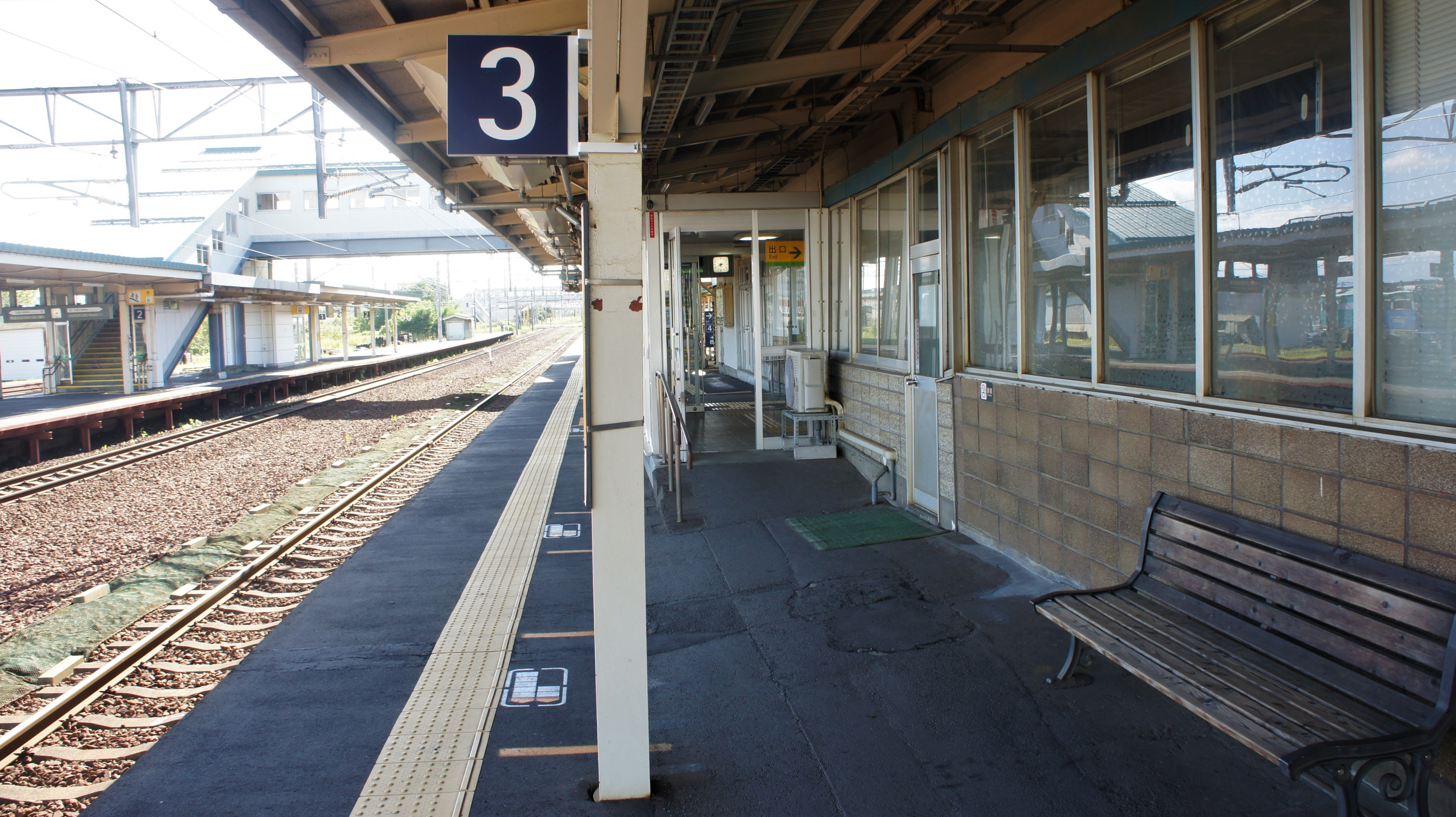
3號月台（2018年9月）

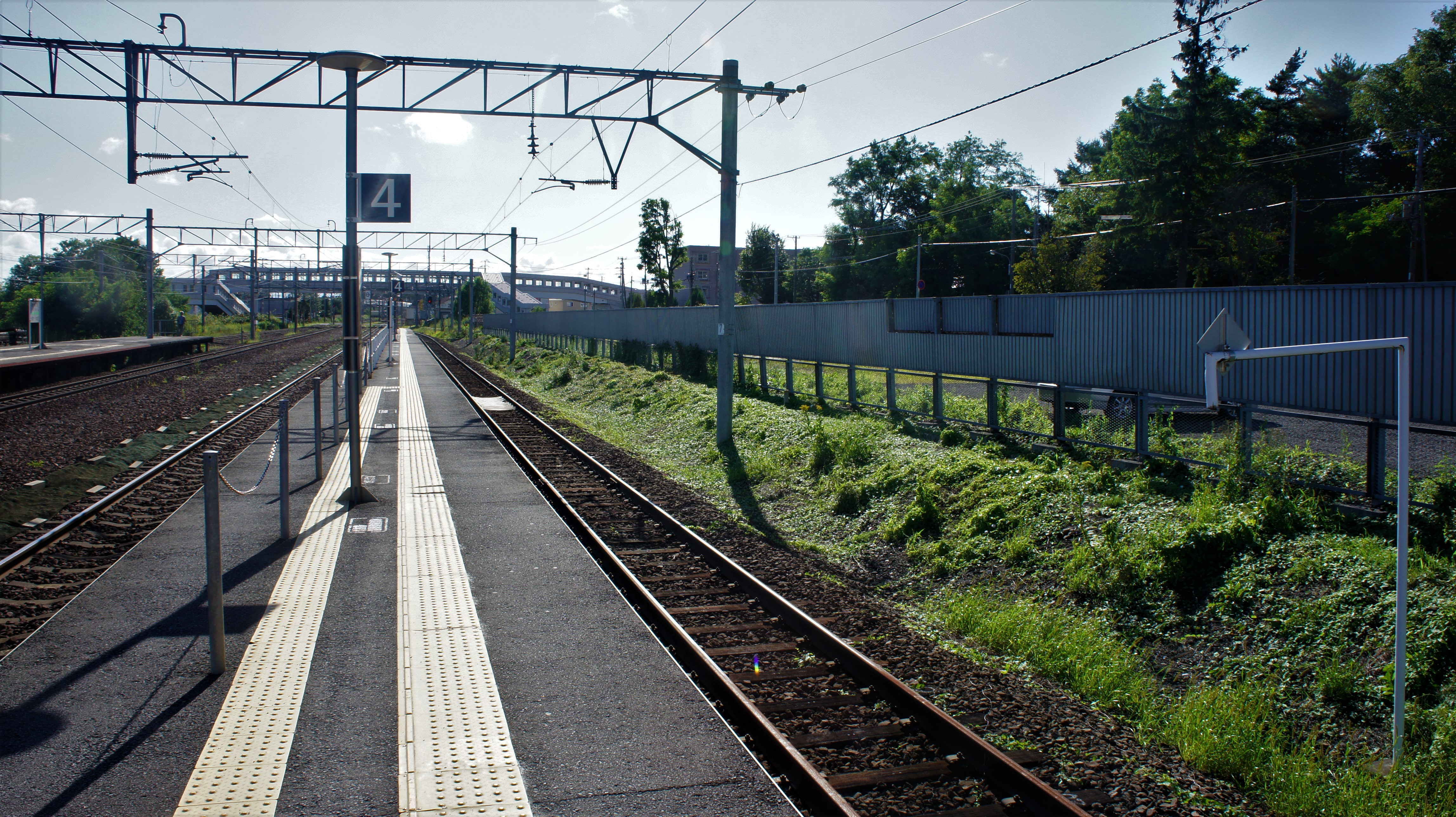
4號月台（2018年9月）

江別車站內設有島式月台與側式月台各一座，搭配三條貫穿車站的乘車線。但臨接車站本體的側式月台靠札幌端有一個缺口，形成一座港灣式月台，自本站發車的列車就是使用缺口處設置的4號線。
1987年日本國鐵分割民營化時，除了JR北海道之外，日本貨物鐵道（JR貨物）也在江別設有貨運車站。但伴隨著1991年時北海道電力所屬的江別火力發電廠關廠停止運作之後，專用線上的運煤列車也跟隨停辦，是江別車站最後有貨運列車起迄的紀錄。1997年時，JR貨物正式把位於江別車站的業務結束，貨運站廢站。
在1936年之前，石狩郡當別村（今當別町）與札幌郡江別町（今江別市）之間曾存在一條762mm軌距的私人鐵路線江當軌道。江當軌道在江別市的終點站也同樣名叫江別車站，但實際位置與JR所屬的江別車站完全不同。兩車站之間隔著橫跨石狩川的石狩大橋相望，得靠汽車進行轉運。

### 月台配置
| 月台 | 路線      | 方向 | 目的地                                     |                      |
| ---- | --------- | ---- | ------------------------------------------ | -------------------- |
| 1    | ■函館本線 | 上行 | 札幌、手稻、小樽方向                       | 札幌、手稻、小樽方向 |
| 2    | ■函館本線 | 上行 | 札幌、手稻、小樽方向（待避列車、此站始發） |                      |
| 2    | ■函館本線 | 下行 | 岩見澤、瀧川方向（待避列車）               |                      |
| 3    | ■函館本線 | 下行 | 岩見澤、瀧川方向                           | 岩見澤、瀧川方向     |
| 4    | ■函館本線 | 上行 | 札幌、手稻、小樽方向（此站始發）           |                      |

## 相鄰車站
北海道旅客鐵道（JR北海道）
函館本線
■區間快速「石狩Liner」
野幌（A07）－江別（A09）－豐幌（A10）
■普通（包含所有在札幌車站以西又改為區間快速的列車）
高砂（A08）－江別（A09）－豐幌（A10）